# Gymnogramma mertensii
Gymnogramma mertensii là một loài dương xỉ trong họ Pteridaceae. Loài này được hort: Houlst. & T.Moore mô tả khoa học đầu tiên năm 1851.
Danh pháp khoa học của loài này chưa được làm sáng tỏ. 